# 古城街道 (邓州市)
古城街道，是中华人民共和国河南省南阳市邓州市下辖的一个乡镇级行政单位。

## 行政区划
古城街道下辖以下地区：
大西关社区、胜利街社区、民主街社区、新华街社区、小西关社区、新西社区、三里桥社区和解放社区。